# 高崎史彦
髙﨑 史彦（たかさき ふみひこ、1943年11月11日 - ）は、日本の物理学者（高エネルギー物理学）。学位は、理学博士（東京大学・1971年）。大学共同利用機関法人高エネルギー加速器研究機構名誉教授、総合研究大学院大学名誉教授。本名の「髙」はいわゆる「はしごだか」であり、「﨑」はいわゆる「たつさき」であるが、双方ともJIS X 0208に収録されていないため、高崎 史彦（たかさき ふみひこ）と表記されることも多い。
東京大学理学部助手、東京大学理学部附属高エネルギー物理学実験施設助手、高エネルギー物理学研究所トリスタン計画推進部衝突ビーム測定器研究系教授、高エネルギー物理学研究所物理研究部物理第二研究系教授、高エネルギー物理学研究所物理研究部物理第一研究系研究主幹、素粒子原子核研究所物理第一研究系教授、素粒子原子核研究所所長（第3代）、大学共同利用機関法人高エネルギー加速器研究機構理事などを歴任した。

## 概要
高エネルギー物理学を専攻する物理学者である。B中間子においてCP保存則が破れていることを、世界で初めて発見した。これにより、小林・益川理論の正しさが裏付けられることになった。この発見はKEKBを用いたベル実験により齎されたが、生出勝宣や山内正則らとともにベル実験の中心となって活躍した。また、素粒子原子核研究所にて所長を務めるなど、要職を歴任した。

## 来歴

### 生い立ち
1943年11月生まれ、栃木県佐野市出身。東京大学大学院に進学し、理学系研究科にて学んだ。1971年3月に、大学院の博士課程を修了した。それにともない、理学博士の学位を取得している。このときの博士論文は『180°におけるπ中間子光発生』であった。

### 研究者として

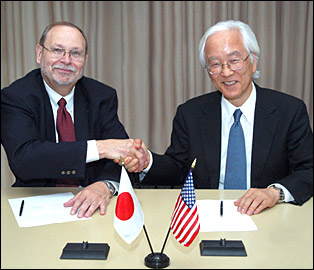
2008年6月、アメリカ合衆国エネルギー省科学部高エネルギー物理学担当課長代理デニス・コバール（左）と

1974年3月、母校である東京大学の理学部にて、助手に就任した。同年、小柴昌俊らにより東京大学理学部附属高エネルギー物理学実験施設が新設されたことから、同年6月より同施設の助手に転じた。
1975年1月、文部省の機関である高エネルギー物理学研究所に移り、物理研究系の助手に就任した。1979年10月には、高エネルギー物理学研究所にて、物理研究系の助教授に昇任した。1986年3月、高エネルギー物理学研究所のトリスタン計画推進部にて、衝突ビーム測定器研究系の教授に就任した。1987年5月には、高エネルギー物理学研究所にて物理研究部の物理第二研究系に移り、教授を務めた。また、1991年4月から1997年3月にかけて、高エネルギー物理学研究所の物理研究部にて、物理第一研究系の研究主幹に併任された。
その後、高エネルギー物理学研究所は、東京大学原子核研究所や東京大学中間子科学研究センターと統合され、新たに高エネルギー加速器研究機構が発足した。それにともない、高エネルギー加速器研究機構の下に設置された素粒子原子核研究所に所属することになり、1997年4月より物理第一研究系の教授を務めた。また、1997年4月から2003年3月にかけては、素粒子原子核研究所の物理第一研究系にて研究主幹にも併任された。さらに、2003年4月から2004年3月にかけては、素粒子原子核研究所の企画調整官にも併任された。2004年4月には高エネルギー加速器研究機構が大学共同利用機関法人として位置づけられたが、その後も引き続き勤務した。同年4月、素粒子原子核研究所の副所長に併任された。また、「国際リニアコライダー計画」に携わっており、国際設計チームのアジア地域ディレクターにも就任した。2006年4月には、小林誠の後任として、素粒子原子核研究所の所長に就任した。また、高エネルギー加速器研究機構の理事も務めた。なお、高エネルギー加速器研究機構などの大学共同利用機関法人によって構成される総合研究大学院大学においては、高エネルギー加速器科学研究科の教授を兼任し、素粒子原子核専攻の講義を担当した。
2009年に素粒子原子核研究所の所長を退任し、後任には西川公一郎が就いた。なお、高エネルギー加速器研究機構の理事としてはそのまま在任し、2012年の任期満了をもって退任した。その後は、素粒子原子核研究所の先端加速器推進部にて、研究員を務めた。また、高エネルギー加速器研究機構より、名誉教授の称号が贈られた。なお、2012年4月1日には、総合研究大学院大学からも名誉教授の称号が贈られている。

## 研究

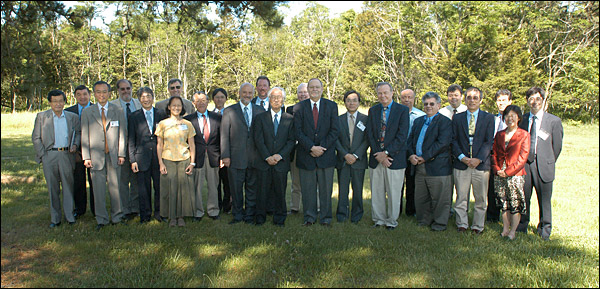
2008年6月、高エネルギー物理学日米合同委員会の委員らと

専門は物理学であり、特に高エネルギー物理学などの分野を中心に研究している。高エネルギー物理学研究所においては、加速器「TRISTAN」を用いた「TRISTAN実験」などに携わった。TRISTAN実験については「新しいエネルギー領域で従来の理論の検証ができ、高エネルギー物理学に大きな貢献ができたものと思う」と述べるなど、その意義を語っている。
また、素粒子原子核研究所においては「Bファクトリー計画」に参画し、加速器「KEKB」を用いた「ベル実験」に携わった。Bファクトリー計画はボトムクォークを研究する一大プロジェクトであるが、レオン・レーダーマンがボトムクォークを発見して以降、さまざまな先行研究が既になされており、このような大規模な計画に対しては懐疑的な意見もあった。髙﨑は「多くの研究がなされ、b・クォークの性質はかなり解ってきた。従って、『いまさらb・クォークの研究をしても何も解らないのではないか?』というのはもっともな疑問である」と述べつつも、粒子の混ざりや保存則の破れなど研究が十分になされていない点を指摘し「b・クォークはクォークのなかで最もその性質が解明されていない。そこに、b・クォーク研究の意義と魅力があり、b・クォークの研究からこれまでに知られていない現象が発見される可能性もある」とその意義を語っている。しかし、B中間子と反B中間子の崩壊点を測定するためには、電子と陽電子のエネルギーの異なる加速器を新規に建設する必要があり、なおかつ、B中間子と反B中間子を大量に生成するためにはTRISTANの100倍のビーム輝度が必要となるなど、極めて困難なプロジェクトであった。
これらの困難を克服するために、ベル実験には400名以上の研究者が投入されたが、その中において生出勝宣や山内正則とともに中心的な役割を果たした。髙﨑と山内は研究の計画立案から主導的な役割を果たし、生出は基本設計などで創意工夫を凝らした案を提示した。その結果、B中間子におけるCP対称性の破れを、世界で初めて発見するに至った。これらの成果は、2001年7月に開催された「レプトン・フォトン国際会議」にて発表された。これにより、小林誠と益川敏英が提唱した「小林・益川理論」の正しさが裏付けられることになった。なお、アメリカ合衆国のSLAC国立加速器研究所においても、ベル実験と同様に「BaBar実験」が行われていた。そのため、どちらが先にCP対称性の破れを見つけるかを10年に渡って競い合う展開となっていたが、双方ともほぼ同時に発見しており、極めて僅差での勝利であった。
一連の業績は高く評価されており、仁科記念財団は「単に破れを再発見したというだけではなく、破れの機構解明に役立つものであり、素粒子研究に大きく貢献した」と評し、仁科記念賞を授与した。また、平成基礎科学財団は「長年の素粒子物理の謎であったが、B中間子でも破れていることが新たに分かり、さらに深い理解に道が開かれた」と評し、新たに創設した折戸周治賞を授与した。さらに、日本学士院は、CP対称性の破れを実証した研究について「Bファクトリーで生成されたB中間子と反B中間子の崩壊の時間依存性の違いを検出するものであり、数10ミクロンの精度で崩壊位置を測定するなど高度な測定技術が要求される」と指摘したうえで「B中間子系においてCP対称性が破れていることを発見し、さらに定量的な測定により、理論の高精度な検証に成功しました」と評し、2017年に日本学士院賞を授与した。

## 人物
姓の「髙﨑」の「髙」はいわゆる「はしごだか」であり、「﨑」はいわゆる「たつさき」である。高エネルギー加速器研究機構の要覧などにおいては、そのまま「髙﨑」と記載されている。しかし、どちらもJIS X 0208に収録されていない文字のため、他の文字で代替し「高崎」と表記されることも多い。日本物理学会の学術誌などでも「高崎」との表記が散見される。なお、日本物理学会の予稿集は、かつて手書きの原稿をそのまま掲載していたが、そのなかには一部「高崎」とも「髙崎」とも読めそうな箇所も見受けられるが、共同執筆した原稿であるため自署したものか否かは不明である。

## 略歴
- 1943年 - 誕生。

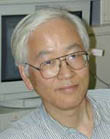
パソコンの前で

- 1971年 - 東京大学大学院理学系研究科博士課程修了。
- 1974年 - 東京大学理学部助手。
- 1974年 - 東京大学理学部附属高エネルギー物理学実験施設助手。
- 1975年 - 高エネルギー物理学研究所物理研究系助手。
- 1979年 - 高エネルギー物理学研究所物理研究系助教授。
- 1986年 - 高エネルギー物理学研究所トリスタン計画推進部衝突ビーム測定器研究系教授。
- 1987年 - 高エネルギー物理学研究所物理研究部物理第二研究系教授。
- 1991年 - 高エネルギー物理学研究所物理研究部物理第一研究系研究主幹。
- 1997年 - 素粒子原子核研究所物理第一研究系教授。
- 1997年 - 素粒子原子核研究所物理第一研究系研究主幹。
- 2003年 - 素粒子原子核研究所企画調整官。
- 2004年 - 素粒子原子核研究所副所長。
- 2006年 - 素粒子原子核研究所所長。
- 2012年 - 総合研究大学院大学名誉教授。

## 賞歴
- 2001年 - 仁科記念賞。
- 2010年 - 折戸周治賞。
- 2016年 - パノフスキー賞。
- 2017年 - 日本学士院賞。
- 2019年 - 瑞宝中綬章[23][24]。

## 著作

### 談話
- 立花隆著『小林・益川理論の証明——陰の主役Bファクトリーの腕力』朝日新聞出版、2009年。ISBN 9784022505231

### 論文、寄稿等
- 山田作衛・高崎史彦・宮田裕子ほか稿「10GeV以上の成分の一次重原子核エネルギースペクトル」『日本物理学会年会講演予稿集』22巻1号、日本物理学会、1967年4月2日、27頁。
- 高崎史彦稿「180°に於るγ+N→π^±+N」『素粒子論研究』43巻2号、理論物理学刊行会、1971年4月20日、B206-B211頁。ISSN 0371-1838
- 藤井忠男・本間三郎・冨家和雄ほか稿「γ+n → π^-+P 角分布の測定」『年会予稿集』27巻1号、日本物理学会、1972年10月10日、71-72頁。
- 有坂勝史・陳栄浩・藤井忠男ほか稿「陽子崩壊実験I——モンテカルロ計算」『年会予稿集』36巻1号、日本物理学会、1981年3月10日、21頁。
- 有坂勝史・陳栄浩・藤井忠男ほか稿「陽子崩壊実験II——20インチ光電子増倍管テスト」『年会予稿集』36巻1号、日本物理学会、1981年3月10日、22頁。
- 中本淳・村上浩之・道家忠義ほか稿「4インチシリコンカロリメーターの性能」『秋の分科会講演予稿集』1985年版1号、日本物理学会、1985年9月13日、30頁。
- 坂野操・高崎史彦・小川和男ほか稿「VENUS鉛ガラスカウンター較正実験I」『秋の分科会講演予稿集』1985年版1号、日本物理学会、1985年9月13日、30頁。
- 高崎史彦稿「TRISTANで何がわかったか?」『日本物理學會誌』43巻5号、日本物理学会、1988年5月5日、352-361頁。ISSN 0029-0181
- 千葉保男・浅井整一・遠藤一太ほか稿「薄膜技術を利用した粒子検出器の開発-I」『秋の分科会講演予稿集』1988年版1号、日本物理学会、1988年9月16日、23頁。
- 岡田誠司・浅井整一・千葉保夫ほか稿「薄膜技術を利用した粒子検出器の開発-II」『秋の分科会講演予稿集』1989年版1号、日本物理学会、1989年9月12日、30頁。
- 高崎史彦稿「なぜbクォークなのか?——Bファクトリー建設計画」『日本物理學會誌』46巻7号、日本物理学会、1991年7月5日、558-564頁。ISSN 0029-0181
- 高崎史彦・木村嘉孝・岩崎博稿稿「トリスタン——Bファクトリーと超高輝度放射光実験施設への展開」『原子力工業』37巻9号、日刊工業新聞社、1991年9月、21-30頁。ISSN 0433-4035
- 高崎史彦稿「Bファクトリー——KEKB」『原子力工業』40巻11号、日刊工業新聞社、1994年11月、21-25頁。ISSN 0433-4035
- 高崎史彦稿「高エネルギー物理学研究所と中国の研究機関との研究交流」『学術月報』49巻9号、日本学術振興会、1996年9月、1045-1049頁。ISSN 0387-2440
- 高崎史彦稿「『CP保存則の破れ』観測目指し、稼働するB中間子の大工場」『サイアス』4巻1号、朝日新聞社、1999年1月、34-36頁。
- 高崎史彦稿「第7回（2002年）日本女性科学者の会奨励賞受賞者——小磯晴代氏の業績」『日本物理學會誌』57巻9号、日本物理学会、2002年9月5日、676頁。ISSN 0029-0181
- 高崎史彦稿「BファクトリーでのCP対称性の破れの発見」『学術月報』55巻10号、日本学術振興会、2002年10月、955-960頁。ISSN 0387-2440
- 高崎史彦稿「KEK、Bファクトリーで標準模型を超える現象の発見か?」『パリティ』18巻12号、丸善、2003年12月、47-50頁。ISSN 0911-4815
- 高崎史彦稿「小林先生・益川先生のノーベル賞受賞を祝して——小林誠、益川敏英両先生の2008年度ノーベル物理学賞受賞を祝す」『加速器』5巻4号、日本加速器学会、2008年、288-290頁。ISSN 1349-3833
- 高崎史彦稿「素粒子物理学の歩み——実験的見地から」『学術の動向』14巻6号、日本学術協力財団、2009年、22-27頁。ISSN 1342-3363
- 高崎史彦稿「ノーベル賞と低温超伝導技術」『低温工学』44巻1号、低温工学協会、2009年1月25日、1頁。ISSN 0389-2441

## 関連人物
- 生出勝宣
- 木村嘉孝
- 小林誠
- 山内正則
- 山田作衛